# Fred Eckhardt

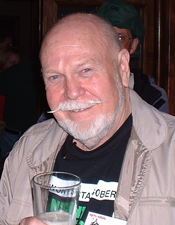
Eckhardt disfrutando una cerveza en el festival anual "Dixie Cup" en Houston.

Fred Eckhardt (1926 – 10 de agosto de 2015) fue un productor de cerveza y publicista norteamericano.  Escribió sobre la producción de cerveza y sake, en 1989 escribió el libro, The Essentials of Beer Style (en español: Lo esencial del Estilo de la Cerveza).  Se lo ha identificado como un "escritor cervecero," un "historiador de la cerveza," y un "crítico cervecero."  Era una celebridad en Portland, Oregón, que según Eckhardt es "la capital cervecera del mundo."

## Obras selectas
- 1993 -- Sake (U.S.A.): A Complete Guide to American Sake, Sake Breweries and Homebrewed Sake, Portland, Oregon: Fred Eckhardt Communications. ISBN 978-0-9606302-8-8
- 1989 -- The Essentials of Beer Style: A Catalog of Classic Beer Styles for Brewers & Beer Enthusiasts. Portland: Eckhardt Communications. ISBN 978-0-9606302-7-1
- 1983 -- A Treatise on Lager Beers: How to Make Good Beer at Home. Portland: Fred Eckhardt Communications. ISBN 978-0-9606302-3-3